# Fiume Avon (Bristol)

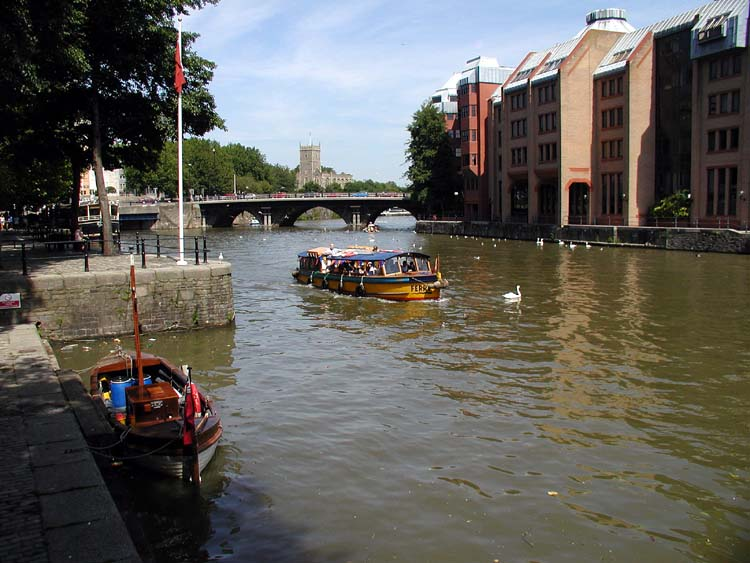
Il fiume Avon a Bristol

L'Avon (pronuncia: /eɪvən/), chiamato anche Bristol Avon o Lower Avon (per distinguerlo da fiumi omonimi), è un fiume dell'Inghilterra sud-occidentale, che scorre per circa 117 km (72 miglia) attraverso le contee del Gloucestershire, Wiltshire, Somerset e Bristol. Nasce nelle Cotswolds, tra i villaggi di Old Sodbury e Acton Turville (presso Chipping Sodbury), nel Gloucestershire, e sfocia nell'estuario (che a sua volta sfocia nel Canale di Bristol) del fiume Severn, presso Avonmouth, nei dintorni di Bristol.
Suoi affluenti di destra sono il Malago, il Brislington Brook, il Chew, il Corston Brook, il Midford Brook, il Frome, il Paxcroft Brook, il Biss, il Semington Brook, il Cocklemoore Brooke, il Marden, il Brinckworth Brook, il Woodbridge Brook e il Tetbury Avon; suoi affluenti di sinistra sono il Trym, il Frome, il Siston Brook, il Boyd, il Lam Brook, il Bybrook e il Gauze Brook.
Attraversa, tra l'altro, le città di Chippenham, Malmesbury, Bradford on Avon, Lacock, Bath e Bristol.
È navigabile dalla Chiusa di Hanham (Hanham Lock) sino a Bristol.

## Etimologia
Il nome Avon deriva dalla parola celtica abona (> gall. afon), che significa semplicemente "fiume".